# Canero
Canero (ufficialmente in asturiano Caneiru) è una frazione di Valdés, nella comunità autonoma delle Asturie, Spagna. Il fiume Esva passa attraverso il paese, che riceve lo stesso nome della parrocchia comunale. La popolazione nel 2008 era di 984 persone sparsi in una superficie di 28,97 km², un dato in costante decrescita negli ultimi 20 anni.
È famoso per essere il paese natale della biochimica spagnola Margarita Salas e per essere una fermata della linea ferroviaria Ferrol-Gijón.